# 13-я Парковая улица
13-я Па́рковая улица — улица в районах Восточное Измайлово и Северное Измайлово Восточного административного округа города Москвы. Берёт начало от Первомайской улицы и заканчивается у Щёлковского шоссе. Пересекает Сиреневый бульвар и Измайловский бульвар. С запада примыкает Верхняя Первомайская улица. Нумерация домов начинается от Первомайской улицы.

## Происхождение названия
Названа в 1949 году по находящемуся неподалёку Измайловскому парку. Решение Мосгорисполкома от 18.11.1949 г. № 62/45 (ранее Проезд № 75).

## История
Улица образована при застройке в 1940—1950-х района Измайлово. Выделяются районы застройки 1940—1950-х (от Первомайской улицы до Измайловского бульвара) с преобладанием 5-этажных кирпичных зданий, начала 1960-х годов, застроенный типовыми панельными пятиэтажками (от Измайловского до Сиреневого бульвара), и новый жилой квартал 17-этажных панельных домов серии п-44т по чётной стороне улицы в районе между Сиреневым бульваром и Щёлковским шоссе, выстроенный в 2000—2005 годах на месте снесённых пятиэтажек.
В 1950 году 13-я Парковая улица начиналась от Нижней Первомайской улицы, от здания школы № 447 (Нижняя Первомайская, дом № 52, в настоящее время — ДЮСШ «Трудовые резервы», архитектор А. В. Попов). Обращённый на север широкий фасад здания школы и прилегающая дворовая территория архитектурно оформляли начало улицы. И вплоть до 1960-х годов 13-я Парковая улица заканчивалась на месте пересечения с Измайловским бульваром, за которым располагалась территория военного аэродрома «Измайлово». Аэродром переведён в другое место зимой 1959 года, и на его территории, ограниченной Измайловским бульваром и Щёлковским шоссе, в 1960 году начато массовое жилищное строительство.Тогда же была построена 13-я детская городская больница с поликлиникой, здание которой выходит  фасадом на Измайловский бульвар. Большинство пятиэтажек было построено здесь в 1961—1963 годах. В эти же годы оформился сквозной проезд до Щёлковского шоссе.

## Примечательные здания
- Московский театр теней (д. 10/60)
- Измайловская детская городская клиническая больница (д. 15/48)[4]

## Транспорт
За несколько кварталов от начала улицы находится станция метро  Первомайская, в нескольких кварталах от конца —  Щёлковская.
По улице проходит автобус 34 (на участке от Измайловского до Сиреневого бульвара) и автобус 557 (от Верхней Первомайской улицы до Сиреневого бульвара).